# Roman Oezdenov
Roman Moechadinovitsj Oezdenov (Russisch: Роман Мухадинович Узденов) (10 maart 1979) is een Kazachs voetballer die speelt als aanvaller bij Atıraw FK en het Kazachs voetbalelftal. Hij heeft ook een Russisch paspoort.

## Carrière
Hij begon zijn voetbalcarrière in 1996 bij Spartak Naltsjik en hij voetbalde voor meer Russische clubs dan voor Kazachse clubs. In 2001 kwam hij een seizoen uit voor Jesil Kokšetaw uit Kazachstan dat was zijn eerste club uit eigen land. Verder kwam hij ook nog uit voor het bekende Dinamo Moskou maar daar voetbalde hij geen enkele competitieduel en hij speelde ook zes seizoenen voor Spartak Naltsjik uit Rusland.
| seizoen     | club                     | land       | competitie           | wed. | goals |
| ----------- | ------------------------ | ---------- | -------------------- | ---- | ----- |
| 1996/97     | Spartak Naltsjik         | Rusland    | Premjer-Liga         | 0    | 0     |
| 1997/98     | Spartak Naltsjik         | Rusland    | Premjer-Liga         | 0    | 0     |
| 1998/99     | Nart Nartkala            | Rusland    | Regionale competitie | 22   | 3     |
| 1999/00     | Nart Nartkala            | Rusland    | Regionale competitie | 14   | 8     |
| 1999/00     | Spartak Naltsjik         | Rusland    | Premjer-Liga         | 2    | 0     |
| 2000/01     | Spartak Naltsjik         | Rusland    | Premjer-Liga         | 22   | 1     |
| 2001/02     | Yesil Kokshetau          | Kazachstan | Super League         | 28   | 4     |
| 2002/03     | Spartak Naltsjik         | Rusland    | Premjer-Liga         | 29   | 12    |
| 2003/04     | Dinamo Moskou            | Rusland    | Premjer-Liga         | 0    | 0     |
| 2004/05     | FK Chimki                | Rusland    | Premjer-Liga         | 13   | 4     |
| 2004/05     | Anzji Machatsjkala       | Rusland    | tweede klasse        | 12   | 4     |
| 2005/06     | Volgar-Gazprom Astrakhan | Rusland    | derde klasse         | 38   | 13    |
| 2006/07     | Volgar-Gazprom Astrakhan | Rusland    | derde klasse         | 19   | 5     |
| 2007/08     | Spartak Naltsjik         | Rusland    | Premjer-Liga         | 14   | 1     |
| 2008/09     | Atıraw FK                | Kazachstan | Super League         |      |       |
| Bijgewerkt: | 31-05-2008               |            | Totaal               | 213  | 55    |